# Spirobolellus mediolus
Spirobolellus mediolus är en mångfotingart som först beskrevs av Ralph Vary Chamberlin 1950. Spirobolellus mediolus ingår i släktet Spirobolellus och familjen slitsdubbelfotingar. Inga underarter finns listade i Catalogue of Life.